# 智界S7
智界S7是奇瑞汽车与华为合作推出的一款纯电动行政轿车。该车型采用华为智选车模式，亦是智界品牌推出的首款车型以及“鸿蒙智行”首款轿车。该车于2023年开始生产与销售。

## 历史
2023年7月，智界S7的谍照被公布，有消息称该车型原先纳入问界品牌旗下。11月7日，智界S7公布官方图片，并于11月9日开启预售。智界S7于11月28日举行的华为全场景发布会上正式发布。截至当天，智界S7的预订量达到2万辆。12月31日，首批智界S7在未有任何官方发布的情况下交付予客户。
2024年3月，工业和信息化部公布第381批《道路机动车辆生产企业及产品公告》，公告显示智界S7新增两个版本。3月16日，余承东在中国电动汽车百人会论坛上表示，由于芯片缺货和工厂搬迁，智界S7耽误了上市和量产，月销量均处于1000辆以下。4月11日，智界S7在华为鸿蒙生态春季沟通会上重新发布，此次发布对产品配置进行了优化，同时新增了一款四驱顶配车型Ultra。余承东在发布会上宣布智界S7“海量交付”。智界S7二次发布后的4-5月份，单月销量一度超过5000辆；到6月份随着上市热度的消退，月销量下降至2306辆。

## 特征

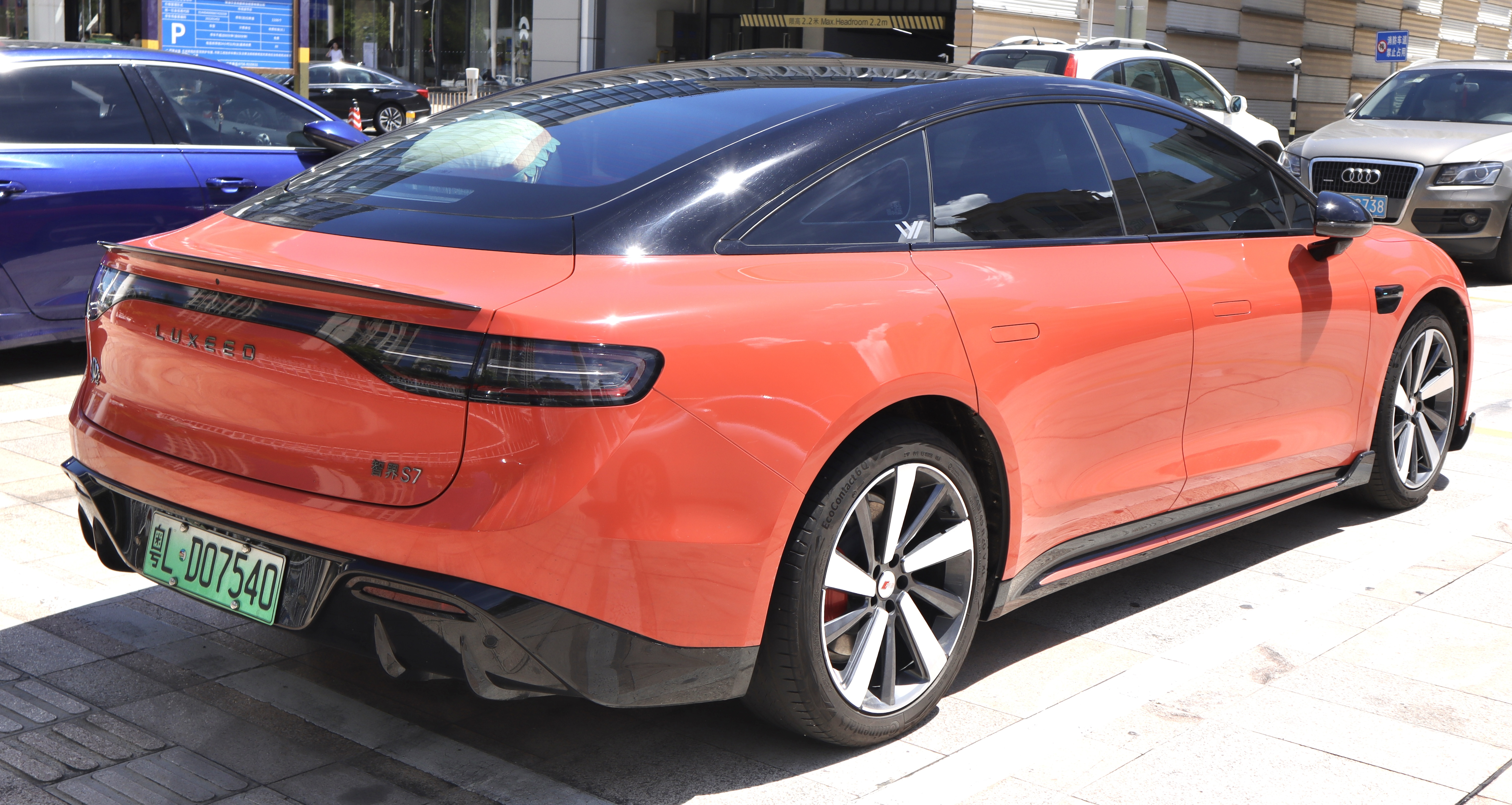
智界S7后侧

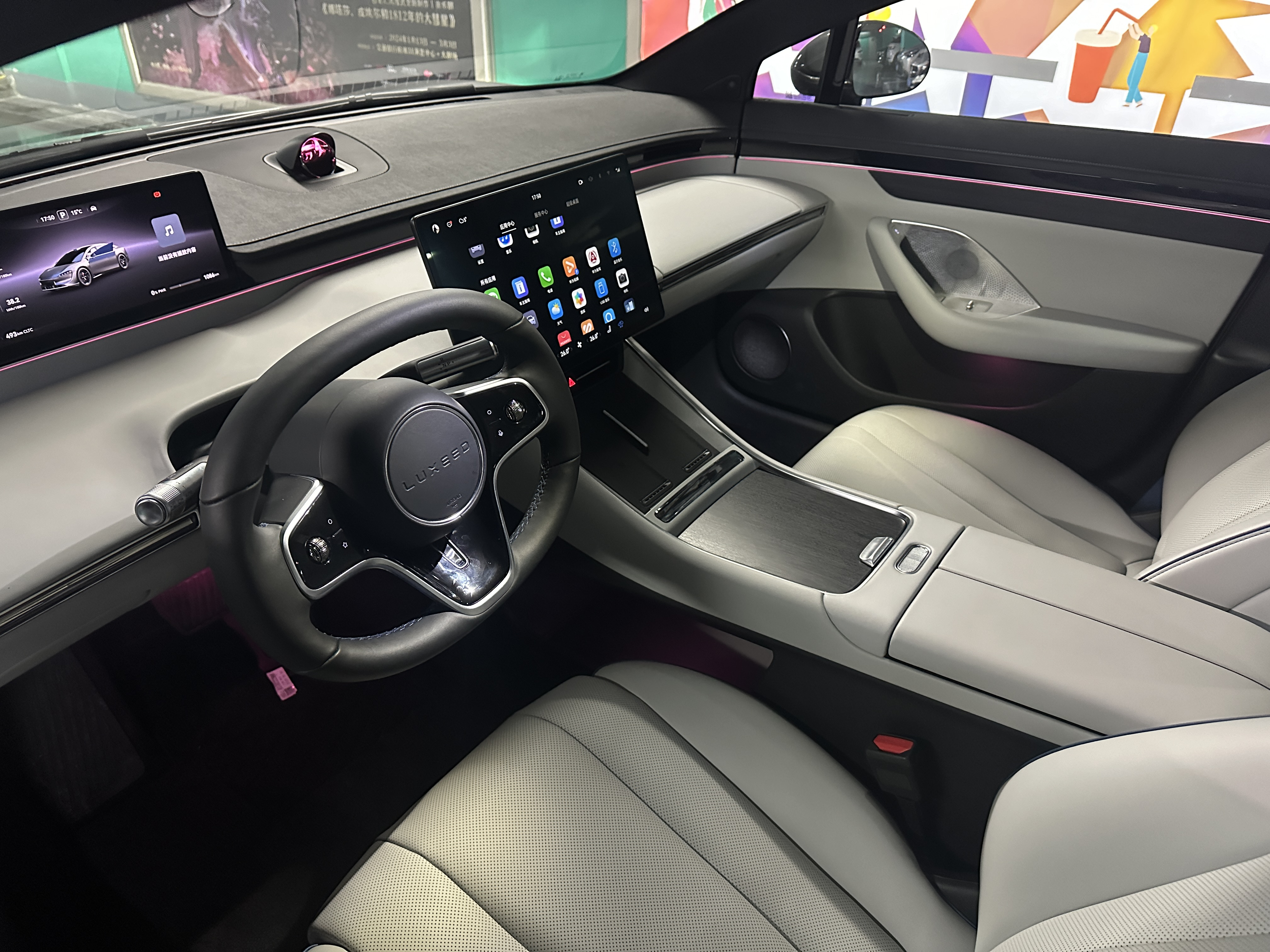
智界S7内饰

智界S7在外观上以“OneBox车身造型”为设计要点。前脸采用“All-in-One”整合设计，以星轨融合灯组、导流风刀、侧进气帘为特点；而侧面腰线采用“天际线设计”。此外该车还配有无边框车门、无边框后视镜、隐藏式门把手、能量水晶尾灯等。智界S7的风阻系数为0.203Cd。
内饰上，智界S7采用“运动主驾、尊享副驾‘女王空间’和智享后排大空间”的三分区设计。主驾位配备橄榄运动方向盘及12.3英寸全液晶仪表盘，并配备超大尺寸中控屏，搭载HarmonyOS 4车机系统，支持虛擬助理小艺语音控制；副驾位配备一键悬浮的零重力座椅，同时提供上下双开储物格，中控台下部的储物空间达到11.9升。该车拥有较大的后储物空间，最大扩充至1450升。全车配备有HUAWEI SOUND音响系统，支持7.1环绕声场，功放功率为1000W，支持无麦K歌功能。
在动力系统方面，智界S7采用800V碳化硅高压动力平台，四驱版本的电动机最大功率达365千瓦，百公里加速3.3秒，百公里内制动距离33.5米，麋鹿测试成绩为每小时83.1公里。智界S7旗舰版本最长可实现855公里的续航，使用超级快充5分钟内可增加续航里程215公里。智界S7配备华为途灵底盘，采用前双叉臂、后五连杆的空气悬架、可变阻尼减震器以及空气悬挂。
智能驾驶方面，智界S7支持泊车代驾功能，首先于北京、上海、广州、深圳、重庆、苏州、东莞开放测试至2024年第一季度；此外还提供“车找人”手机一键召唤功能。全车亦配备有“HUAWEI ADS”智能驾驶系统。